# Heilig Hartkerk (Winkelomheide)

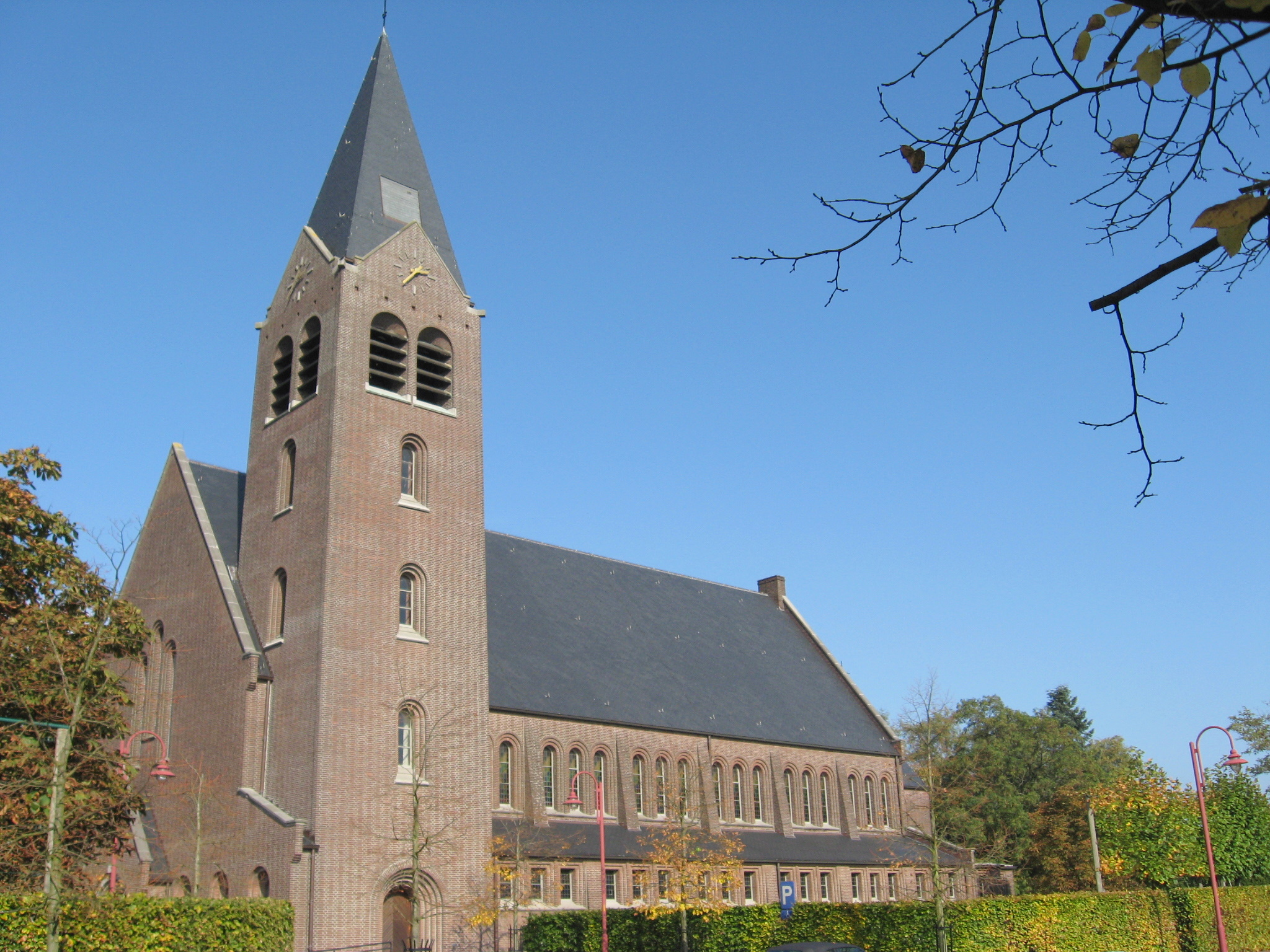
Heilig Hartkerk

De Heilig Hartkerk is de parochiekerk van de tot de Antwerpse gemeente Geel behorende plaats Winkelomheide, gelegen aan de Kemeldijk.

## Geschiedenis
Pas einde 19e eeuw begon Winkelomheide zich uit te breiden. In 1907-1908 werd een parochiekerk gebouwd naar ontwerp van Jules Taeymans. Deze werd vernield tijdens de Tweede Wereldoorlog.
In 1951-1952 werd de kerk herbouwd naar ontwerp van Silvain Strauven.

## Gebouw
Het betreft een basilicale bakstenen georiënteerde kerk in historiserende stijl met neoromaanse elementen. De kerk heeft zeer lage zijbeuken. De muuropeningen zijn rondbogig. De naastgebouwde toren is vlakopgaand en heeft een spits tentdak en vier puntgevels.